# Scener från en galleria
Scener från en galleria (engelska: Scenes from a Mall) är en amerikansk komedifilm från 1991, regisserad av Paul Mazursky. I huvudrollerna syns Bette Midler och Woody Allen - en av de få skådespelarinsatser Allen gjorde i filmer som han varken regisserat eller producerat.
Midlers och Allens karaktärer (Deborah och Nick) är i filmen lyckligt gifta sedan många år. Nick avslöjar dock att han haft en affär, varpå Deborah blir chockerad och begär skilsmässa. Senare medger hon dock att hon själv varit otrogen. 
Filmen hade amerikansk biopremiär den 22 februari 1991. Den fick blandade recensioner och var ingen framgång på biograferna.

## Rollista (urval)
- Bette Midler - Deborah Fifer
- Woody Allen - Nick Fifer
- Bill Irwin - Mime
- Paul Mazursky - Doktor Hans Clava
- Marc Shaiman - Pianist
- Fabio Lanzoni - Stilig man